# 예종석 (1872년)
예종석(芮宗錫, 일본식 이름: 草內宗錫소나이 소샤쿠, 1872년 5월 14일 ~ 1955년 5월 12일)은 대정실업친목회 회장을 지낸 일제강점기의 실업인으로 호는 운계(雲溪), 본관은 의흥이며 원적지는 경기도 연천군 삭녕면이다.

## 생애
1894년에 전우학교(電郵學校)를 졸업하고 전우국 주사(電郵局 主事)로 근무했고 1903년에는 관리서위원(管理署 委員)으로 근무했다. 1906년에 동양용달회사(東洋用達會社)를 설립한 것을 시작으로 한성부 지역 실업계의 거물로 성장했다. 이렇게 쌓은 재산을 기반으로 사회 활동에 특히 열심이었다. 한일 병합 조약 체결 이전인 1909년에는 한성부민회(漢城府民會) 위원으로 일본 관광단을 영접한다거나, 합방 청원 운동을 주도하고 있던 일진회와 함께 일본이 조선을 통치해야 할 당위성을 홍보하기 위해 조직된 국시유세단(國是遊說團)의 발기회 위원을 지냈다. 이토 히로부미가 사망했을 때는 이토 히로부미 추도회 설행위원 사찰담임을 역임하면서 이토 히로부미 추도 사업에 나섰다. 서울에 세워진 신사와 관련된 일에도 1910년대 초부터 적극 참여했다.
일제 강점기 동안에는 다양한 실업계 업종에서 재력을 축적했고 지역 활동에 적극 참여하면서 입지를 확장했다. 1912년 3월부터 1914년까지 경성상업회의소(京城商業會議所) 정의원(正議員)을, 1914년부터 1915년까지 조선물산공진회(朝鮮物産共進會) 경성협찬회(京城協贊會) 발기인, 상의원(商議員) 이사로 활동했다. 1915년 6월 24일에는 경성신사(京城神社)를 유지하고 관리하기 위해 조직된 경성신사씨자총대(京城神社氏子總代)로 임명되었고 1915년 7월 13일에는 적십자사조선본부(赤十字社朝鮮本部) 평의원을 역임하였다.
제1차 세계 대전이 진행 중이던 1914년에는 일본 제국 군대가 중국 칭다오(靑島)를 점령한 것을 기념하기 위해 조직한 승첩축하회(勝捷祝賀會)의 간사장을 맡기도 하였다. 또한 1916년 12월부터 1935년까지 자작 조중응, 백작 이완용, 송병준 등이 내선융화를 목적으로 내걸고 설립한 경제인 단체인 대정실업친목회(大正實業親睦會)에서 발기인, 간사, 전무이사, 이사, 상무이사를 역임하면서 핵심적인 역할을 맡았다. 대정실업친목회는 1910년대에 조선총독부가 유일한 친일단체로 인정했을 만큼 유력한 인물들이 많이 참여했다.
1917년 3월에는 매일신보사가 주최한 남북만주 시찰단(南北滿洲 視察團)에 참가했고, 1917년 5월 17일에는 대정실업친목회를 대표해서 간도 시찰단(間島 視察團)을 환영하는 행사를 개최했다. 1919년에 일어난 3·1 운동 시기에는 이 운동이 "미국의 우드로 윌슨 대통령이 제시한 민족자결주의에 고무되어 교활해진 천도교의 손병희 일파와 개신교 선교사 등이 교세 확장을 위한 수단으로 각지의 양민을 선동, 교사한 소요 망동"이라고 비난하면서 경성부와 경기도 일대에서 시위 반대 운동을 주도하였다. 윤치호가 집필한 《윤치호일기》에는 조선총독부의 지원으로 자제단을 구성해 3·1 운동 방해에 나선 예종석 일당을 윤치호가 '썩은 달걀'이라고 부른 내용이 남아 있다.
1918년 10월부터 1920년까지 조선인 정동총연합회(町洞總聯合會) 부장과 회장을 역임했고, 1919년 12월 1일부터 1923년 11월 30일까지 경성상공회의소 의원을 역임했다. 1920년 11월 20일부터 1931년까지 경성부협의회(京城府協議會) 의원, 민선 경성부회(京城府會) 의원을 역임했다. 1918년 4월부터 1933년까지 조선지주식회사(朝鮮紙株式會社) 이사, 대표를 역임했으며, 1919년 12월 22일에는 북선흥업주식회사(北鮮興業株式會社)를 설립했다. 1920년 1월에는 경성주식현물취인시장(京城株式現物取引市場) 추가 발기인, 감사로 참여했고, 1920년 1월 12일에는 약업주식회사(藥業株式會社)를 설립했다.
1920년에는 《조선일보》 발행인(1920년 3월 5일 ~ 6월 12일), 부사장(1920년 3월 5일 ~ 8월)을 역임했고, 1921년부터 1933년까지 경성융흥주식회사(京城隆興株式會社) 감사를, 1923년 10월부터 1925년까지 조선권업신탁주식회사(朝鮮勸業信託株式會社) 이사를 역임했다. 1924년부터 1933년까지 친일 단체 동민회(同民會) 평의원을 역임했으며, 1924년 9월부터 1937년까지 갑자구락부(甲子俱樂部) 간사를 역임했다. 1924년에는 대정친목회 대표로 각파유지연맹(各派有志聯盟) 발기인으로 참여했고, 조선불교단 이사도 맡는 등 다채로운 활동을 했다. 1929년에는 경성금은세공상조합(京城金銀細工商組合) 조합장, 영흥탄광주식회사(永興炭鑛株式會社) 감사를 역임했고, 1931년부터 1939년까지 김포수리조합(金浦水利組合) 조합장을 역임했다.
1930년대에 들어서도 실업계와 관변 단체에서 활발한 활동을 계속했다. 1935년 10월부터 1939년까지 조선제사주식회사(朝鮮製絲株式會社) 이사, 대표를, 1937년부터 1942년까지 삼흥상회주식회사(三興商會株式會社)를 역임했고, 1939년에는 동광생사주식회사(東光生絲株式會社) 부사장을 역임했다. 1935년에 조선총독부에서 편찬한 《조선공로자명감》에는 조선인 공로자 353명 중 한 명으로 수록되어 있다. 1934년에 조선대아세아협회 상담역을 역임한 이후에 1937년부터 1939년까지 대정친목회 회장을 지냈고, 1938년 2월에 중일 전쟁을 계기로 조직된 조선지원병제도제정축하회(朝鮮志願兵制度制定祝賀會)의 발기인을 맡았다.
광복 이후에 반민족행위처벌법이 제정되었을 때 고령이지만 생존해 있어 반민족행위특별조사위원회(반민특위)의 조사를 받은 일이 있다. 그러나 반민특위 활동이 방해를 받으면서 처벌받지 않고 풀려났다. 2008년 민족문제연구소가 발표한 친일인명사전 수록예정자 명단 중 경제, 친일단체 부문에 선정되었다. 2007년 발표된 대한민국 친일반민족행위진상규명위원회의 친일반민족행위 195인 명단 경제 부문에도 들어 있다.

## 같이 보기
- 대정실업친목회
- 갑자구락부
- 조선불교단

## 참고자료
- 친일반민족행위진상규명위원회 (2007년 12월). 〈예종석〉 (PDF). 《2007년도 조사보고서 II - 친일반민족행위결정이유서》. 서울. 1608~1634쪽쪽. 발간등록번호 11-1560010-0000002-10. [깨진 링크(과거 내용 찾기)]